# إنتربال
إنتربال (بالإنجليزية: Interpal) هو الاسم العملي لصندوق الإغاثة والتنمية الفلسطيني (بالإنجليزية: Palestinian Relief and Development Fund)، وهي مؤسسة خيرية بريطانية تأسست عام 1994 وتصف نفسها بأنها مؤسسة خيرية غير سياسية لتخفيف المشاكل التي يواجهها الفلسطينيون، وتركز فقط على توفير مساعدات الإغاثة والتنمية للفلسطينيين الفقراء والمحتاجين في جميع أنحاء العالم، ولكن في المقام الأول في الأراضي الفلسطينية ولبنان والأردن.
زعمت حكومة الولايات المتحدة أن منظمة إنتربال تموّل الإرهاب أو تدعمه، وحظرت على المواطنين الأمريكيين أو المقيمين في الولايات المتحدة بصفة دائمة التعامل مع المنظمة لأن مكتب مراقبة الأصول الأجنبية أدرجها ضمن قائمة "المصنّفين تصنيفاً خاصاً عام 2003.
أجرت هيئة المؤسسات الخيرية في المملكة المتحدة ثلاثة تحقيقات حول مؤسسة إنتربال، وقد برّأها كل تحقيق من ارتكاب أي مخالفات أو إساءة استخدام الأموال. في عام 2009، أمرت اللجنة الخيرية لإنجلترا وويلز مؤسسة إنتربال بإنهاء ارتباطها مع ائتلاف الخير للإغاثة الإنسانية، الذي صنفته وزارة الخزانة الأمريكية على أنه «منظمة أنشأتها قيادة حماس لتحويل الأموال إلى المنظمة الإرهابية». وبحلول عام 2012، أفادت الهيئة أن إنتربال امتثلت للأمر. وفي يوليو/تموز 2010، وجدت محكمة العدل العليا في لندن أن القول بأن إنتربال تدعم حماس يعد تشهيراً.

## المهمة والقيم
تأسست منظمة إنتربال في أعقاب اتفاقيات أوسلو. وتنص على أن «شغفها بالعدالة والحفاظ على الكرامة الإنسانية يلزمها بمساعدة الفلسطينيين المحتاجين». تتعاون منظمة إنتربال بشكل وثيق مع شركائها في فلسطين ولبنان والأردن، بهدف «نقل الفقراء والمحتاجين في مناطق عملياتها بعيدًا عن ثقافة الاعتماد على الآخرين وتشجيع ثقافة الاكتفاء الذاتي، وتعزيز السلام والاستقرار داخل المجتمعات التي ينتمي إليها المستفيدون».
تذكر منظمة إنتربال على موقعها الإلكتروني أنه نظراً للوضع المتقلب في الأراضي المحتلة، فإنها تحوّل الأموال إلى شركاء محليين معتمدين وتسمح بشراء السلع والإمدادات داخل المنطقة. وقد أدى ذلك إلى اتهامات بأن أموال إنتربال تصل إلى منظمات غير قانونية وإرهابية.

## العمل
تعمل منظمة إنتربال في الأراضي الفلسطينية المحتلة في قطاع غزة والضفة الغربية بالإضافة إلى مخيمات اللاجئين في الأردن ولبنان. وفي السابق، كانت المنظمة تجري أغلب أعمالها من خلال منظمات شريكة مقرها محليًا «لتوفير المساعدات وتنشيط الاقتصاد المحلي في نفس الوقت». وهي تعمل الآن بشكل رئيسي من خلال مكتبها المحلي في غزة والذي يتعامل مع مقترحات التمويل ويصرف الأموال مباشرة للمشاريع.
تركز إنتربال على أربعة مجالات رئيسية:
1) المساعدات الإنسانية الطارئة : تقدم منظمة إنتربال المساعدات الإنسانية من خلال توصيل الغذاء والمياه والمأوى والملابس والمساعدات الطبية على مدار العام. كما يقومون بإدارة مشاريع أخرى مثل رعاية الأيتام والدعم الموسمي خلال رمضان والأضحية من السنة الإسلامية.
2) المساعدة الطبية : يتم تقديم الدعم لإنشاء عيادات صحية جديدة وتحسين المرافق القائمة التي تعاني من الضغط. كما تقدم منظمة إنتربال المعدات والإمدادات الطبية للمحتاجين.
3) الدعم التعليمي: تكرس إنتربال اهتمامًا كبيرًا وتخصص أموالًا كبيرة للحفاظ على استمرار الأطفال والشباب في التعليم كجزء من التزامها بتعليم وتمكين الأفراد في فلسطين. ويشمل ذلك تقديم المساعدة المالية للمدارس والجامعات، فضلاً عن دعم الطلاب الأكثر احتياجًا.
4) تنمية المجتمع : تؤكد منظمة إنتربال أن الاكتفاء الذاتي هو المفتاح لتخفيف حدة الفقر وتعزيز تنمية المجتمع؛ فهي تدعم دور الأيتام ومراكز الرعاية الاجتماعية وحماية المواقع ذات الأهمية الدينية والثقافية للمساعدة في إنشاء مجتمع فلسطيني مستدام.

## جمع التبرعات
تنظم المؤسسة الخيرية عدة فعاليات على مدار العام، بما في ذلك البازارات الخيرية والمحاضرات الجامعية والمزادات والعشاء الخيري لجمع التبرعات. وتشمل الحملات السنوية الأخرى حملات رمضان والقرباني.
تملك منظمة إنتربال عدداً من قنوات جمع التبرعات الناجحة بالإضافة إلى حملاتها البريدية وعبر الإنترنت. ويساهم عشرات الآلاف من الأشخاص في المملكة المتحدة بمساهمات مالية منتظمة دعماً لعملها، كما يرعى آلاف آخرون الأيتام والأطفال المحتاجين من خلال خطة تبرع منتظمة. يتم استلام الأموال من خلال جمع التبرعات في المساجد والشوارع ومن خلال النداءات التي تبث عبر التلفزيون المباشر. وتتلقى إنتربال أيضًا أموالًا لتوفير وتنظيم متطوعين في فعاليات مثل إسلام إكسبو والسلام العالمي والوحدة ‏.

## استفسارات لجنة الأعمال الخيرية في المملكة المتحدة
كانت مؤسسة إنتربال في ثلاث مناسبات، بناءً على ادعاءات، موضوع تحقيقات من قبل لجنة الجمعيات الخيرية في إنجلترا وويلز. وفي جميع التحقيقات الثلاثة لم يتم العثور على أدلة تثبت وجود روابط مزعومة بين إنتربال والمنظمات المتورطة في الإرهاب.

### تحقيق عام 1996
في عام 1996، تم توجيه اتهامات ضد مؤسسة إنتربال وأمنائها في صحيفة صنداي تلغراف. ولم يجد تحقيق أجرته لجنة الجمعيات الخيرية أي دليل على أن التبرعات لم يكن من الممكن تفسيرها أو أنها قدمت لأسباب سياسية. وفي وقت لاحق، أصدرت صحيفة التلغراف الاعتذار والتراجع التاليين في 29 نوفمبر/تشرين الثاني 1997:
”في 26 مايو 1996، في مقال بعنوان «فتوى لندن تدعم الانتحاريين»، أشرنا إلى أن صندوق الإغاثة والتنمية الفلسطيني (إنتربال) يديره نشطاء من حركة حماس يشجعون ويدعمون الأنشطة الإرهابية في إسرائيل. كما أوردنا ادعاءات كانت لجنة الأعمال الخيرية تحقق فيها، مفادها أن صندوق إنتربال كان يستخدم لجمع الأموال لتمويل تدريب الانتحاريين في غزة والضفة الغربية. نحن نقبل الآن أن أمناء إنتربال ليسوا من نشطاء حماس. كما نقبل أن تحقيقات لجنة الأعمال الخيرية لم تجد أي دليل على وجود أي تحيز مؤيد للإرهاب في المؤسسة الخيرية أو على توجيه أموالها لتدريب الانتحاريين. وخلصت اللجنة إلى أن المؤسسة الخيرية هي ”منظمة جيدة الإدارة وملتزمة تؤدي عملاً مهماً في جزء من العالم يعاني من صعوبات ومصاعب كبيرة“ وأن إنتربال تتخذ كل الخطوات الممكنة لضمان أن تذهب تبرعاتها إلى أغراض خيرية فقط، لمساعدة الفقراء والمحتاجين. نسحب الادعاءات التي وردت في مقالنا ونعتذر لأمناء إنتربال عن الإحراج الذي تسببنا فيه."

### تحقيق عام 2003
في 22 أغسطس/آب 2003 نشرت وزارة الخزانة الأميركية قائمة بأسماء ستة أفراد وخمس مؤسسات خيرية زعمت أن لها صلات بحماس والإرهاب. وشملت القائمة شركة إنتربال. وقد وصفتهم جميعًا بأنهم «إرهابيون عالميون مصنفون بشكل خاص». وقد أدرجهم مكتب مراقبة الأصول الأجنبية التابع لوزارة الخزانة الأمريكية على قائمة الأفراد والمنظمات التي يُحظر على مواطني الولايات المتحدة والمقيمين الدائمين التعامل معها. وبعد بضعة أسابيع، وبعد تحقيق كامل، برأت هيئة الجمعيات الخيرية البريطانية مؤسسة إنتربال من أي أنشطة غير قانونية، ووجدت أن وزارة الخزانة الأميركية لم تقدم أدلة تدعم ادعاءاتها، وقامت بإلغاء تجميد أصولها.
وبعد أن كرر مجلس نواب اليهود البريطانيين ‏ هذا الادعاء، قامت مؤسسة إنتربال برفع دعوى قضائية ضده. توصل الطرفان إلى تسوية خارج المحكمة، حيث قدم مجلس النواب اعتذارًا علنيًا ونشر البيان على موقعه على الإنترنت لمدة 28 يومًا. واختتم البيان الذي نشر على موقعهم على شبكة الإنترنت:
..لقد أشرنا إلى ”منظمات إرهابية مثل حماس وإنتربال“. نود أن نوضح أنه ما كان ينبغي لنا أن نصف إنتربال بهذه الطريقة، ونأسف للانزعاج والضيق الذي تسبب فيه هذا الخبر.

### 2006 إلى 2009 التحقيق
في يوليو 2006، بثت هيئة الإذاعة البريطانية (بي بي سي) برنامج بانوراما بعنوان «الإيمان والكراهية والإحسان»، زاعمة أن مؤسسة إنتربال تبرعت بأموال لمنظمات تطوعية في الأراضي الفلسطينية تدعم أيديولوجية حماس.
قال رئيس لجنة الأعمال الخيرية في برنامج بانوراما إن الصحفي المقدم للبرنامج أثار بعض القضايا ”الهامة“ المتعلقة بصلات المنظمة بحماس والتي يجب التحقيق فيها. في 4 يناير 2007، ”كررت اللجنة استنتاجها لعام 1996 بأن إنتربال هي ’منظمة جيدة الإدارة وملتزمة تؤدي عملاً مهماً في جزء من العالم يعاني من صعوبات ومعاناة شديدة‘.“
بعد تحقيق مطول، رفض تقرير لجنة الأعمال الخيرية في فبراير 2009 مزاعم برنامج بانوراما بأن منظمة إنتربال تمول منظمات متورطة في الإرهاب. ومرة أخرى، لم تقدم وزارة الخزانة الأمريكية أي دليل إلى لجنة الأعمال الخيرية، على الرغم من أن الحكومة الإسرائيلية قدمت موجزًا لمخاوفها. ومع ذلك، خلص التحقيق إلى أن إنتربال «لم تضع إجراءات العناية الواجبة والمراقبة الكافية للتأكد من أن هذه المنظمات لا تروج لأيديولوجيات أو أنشطة إرهابية. وحيثما كانت الإجراءات موجودة، لم تكن كافية ولم يتم تنفيذها بالكامل”. وخلص التحقيق إلى أنه “لم يتمكن من التحقق من أن المواد التي فحصها والتي تشير إلى أن بعض المنظمات الشريكة التي تمولها المؤسسة الخيرية قد تكون تروج لأيديولوجيات أو أنشطة إرهابية».
أمرت هيئة المؤسسات الخيرية مؤسسة إنتربال بإنهاء ارتباطها باتحاد الخير، الذي صنفته وزارة الخزانة الأمريكية على أنه «منظمة أنشأتها قيادة حماس لتحويل الأموال إلى المنظمة الإرهابية». وفي مايو/أيار 2010، وجدت هيئة المؤسسات الخيرية أن مؤسسة إنتربال ملتزمة تمامًا بالتوجيهات.

### ملحق التحقيق 2006–2009
أصدرت لجنة الأعمال الخيرية تقريرًا تكميليًا في عام 2012 لوصف الإجراءات التي اتخذتها منظمة إنتربال للامتثال لتوصيات التحقيق الذي أجري في عام 2009. وأفيد أن منظمة إنتربال امتثلت لمتطلبات التحقيق الذي أجري في عام 2009. ولم تعد منظمة إنتربال عضوًا في اتحاد الخير. واستقال الأمين المرتبط باتحاد الخير من منصب الأمين العام لتلك المنظمة. على الرغم من أن إنتربال اضطرت إلى طلب تمديد الموعد النهائي الذي حددته لجنة الأعمال الخيرية، إلا أنها نشرت بحلول يونيو 2012 دليل عمليات الشراكة والتمويل الذي يحدد الإجراءات التي من شأنها معالجة أوجه القصور التي تم الإبلاغ عنها في التحقيق الذي أجري عام 2009. وقالت اللجنة إن من مسؤولية الأمناء مواصلة مراقبة القضايا التي أثارها التحقيق.

## الإجراءات القانونية التي اتخذتها منظمة إنتربال
في 2 يوليو 2006، أصدرت صحيفة جيروزالم بوست اعتذارًا إلى إنتربال بشأن مقال تشهيري نشرته.
في عام 2005، فازت منظمة إنتربال بقضية تشهير ضد مجلس نواب اليهود البريطانيين ‏ الذي كان قد أعلن قبل عامين على موقعه على شبكة الإنترنت أن إنتربال منظمة إرهابية. وأصدر مجلس النواب بيانا تراجعيا واعتذارا كجزء من تسوية سرية خارج المحكمة. وفي بيانها، قالت هيئة النواب «نود أن نوضح أنه لا ينبغي لنا أن نصف إنتربال بهذه الطريقة، ونحن نأسف للانزعاج والضيق الذي تسبب فيه هذا البند».
في عام 2006، اضطرت صحيفة جيروزالم بوست إلى الاعتذار إلى إنتربال وبنكها نات ويست بسبب مقال زعمت فيه الصحيفة أن المؤسسة الخيرية مرتبطة بمنظمة إرهابية.
وفي يوليو/تموز 2010، اعتذرت صحيفة إكسبريس ‏ لشركة إنتربال ووافقت على دفع 60 ألف جنيه إسترليني بالإضافة إلى تكاليف محاميها كارتر روك ‏ القانونية للتسوية. أقامت مؤسسة إنتربال دعوى قضائية ضد صحيفة ديلي إكسبريس بسبب مقالة نشرت على موقعها الإلكتروني في ديسمبر/كانون الأول 2009 زعمت أن إنتربال مرتبطة بمنظمة حماس الفلسطينية. اعترفت صحيفة إكسبريس بأن هذه الإدعاءات كاذبة.
في أغسطس/آب 2018، نشرت صحيفة ديلي ميل مقالاً اتهمت فيه مؤسسة إنتربال بتمويل «مهرجان الكراهية» في فلسطين. وفي مقال منفصل في الشهر نفسه، وصف موقع ميل أونلاين منظمة «إنتربال» بأنها «منظمة إرهابية عالمية مصنفة بشكل خاص». حصلت شركة إنتربال على تعويضات قدرها 120 ألف جنيه إسترليني وتكاليفها القانونية من صحيفة ديلي ميل وميل أونلاين نتيجة لهذه المقالات. وأصدرت الصحيفة أيضًا تصحيحًا للمقالات في أبريل/نيسان 2019 واعتذرت قائلة إنها تقبلت أن «إنتربال، ولا أمنائها، لم يشاركوا أبدًا في أي نوع من الأنشطة الإرهابية أو يقدموا الدعم لها». ردًا على التسوية والاعتذار، قال إبراهيم هيويت ‏، رئيس مجلس أمناء إنتربال: «إن توقيت ومبلغ التسوية جديران بالملاحظة بشكل خاص في سياق الأجندة الأوسع نطاقًا المستمرة لتسييس المساعدات الإنسانية للفلسطينيين. ونأمل أن يشجع هذا النجاح الكبير المعلقين وغيرهم على تحمل مسؤوليتهم في الإبلاغ عن معلومات دقيقة وغير متحيزة لعامة الناس ومقدمي الخدمات على محمل الجد».
في أغسطس/آب 2019، تلقت مؤسسة إنتربال اعتذارًا وتعويضًا قدره 50 ألف جنيه إسترليني من صحيفة الكرونيكل اليهودي ‏ التي كانت قد ألمحت في مقال نُشر في مارس/آذار 2019 إلى أن المؤسسة الخيرية لها صلات بنشاط إرهابي. وفي 23 أغسطس/آب، نشرت الصحيفة الاعتذار كاملاً مع مقال بقلم إبراهيم هيويت ‏، رئيس مجلس أمناء إنتربال. وفي اعتذارها، قالت الصحيفة إنها تقبلت أن «إنتربال، أو أمنائها، لم يشاركوا قط في أي نشاط إرهابي من أي نوع أو يقدموا الدعم له».

## تصنيفها كمنظمة إرهابية من قبل إسرائيل والولايات المتحدة وأستراليا وكندا
في مايو 1997، أعلنت إسرائيل أن منظمة إنتربال منظمة غير قانونية.
في أغسطس/آب 2003، صنفت الولايات المتحدة مؤسسة إنتربال كمنظمة إرهابية عالمية خاصة بسبب مزاعم دعمها للجناح السياسي والعسكري لحركة حماس. صرح متحدث باسم وزارة الخزانة الأمريكية آنذاك: «أدرجت وزارة الخزانة مؤسسة إنتربال على قائمة العقوبات لدعمها منظمة حماس الإرهابية، التي تستغل القطاع الخيري لجمع التبرعات وحشد الدعم لأنشطتها العنيفة. كانت إنتربال مؤسسة خيرية رئيسية تُستخدم لإخفاء تدفق الأموال إلى حماس». وقد أدى القرار الأميركي إلى إجراء لجنة المؤسسات الخيرية تحقيقاً ثانياً في قضية إنتربال في عام 2003. وقد برأت هذه التحقيقات مؤسسة إنتربال من ارتكاب أي مخالفات، وقالت اللجنة إن السلطات الأميركية فشلت في تقديم أدلة تدعم ادعاءاتها.
في 21 نوفمبر/تشرين الثاني 2003، أضيفت شركة إنتربال إلى القائمة الموحدة لوزارة الخارجية والتجارة الأسترالية، والتي تتضمن «الأشخاص والكيانات الخاضعة لعقوبات مالية مستهدفة أو حظر سفر بموجب قوانين العقوبات الأسترالية». ونتيجة لذلك، فإن الأستراليين الذين يتعاملون مع أصول إنتربال أو يقدمون أصولاً إلى إنتربال معرضون للسجن لمدة تصل إلى عشر سنوات وغرامة مالية.
كما صنفت كندا منظمة إنتربال في نفس الوقت تقريبًا.
في 6 يناير 2006، رفعت عائلات ضحايا التفجيرات الانتحارية في إسرائيل دعوى قضائية في الولايات المتحدة ضد بنك ناتويست، الذي كان البنك الذي يتعامل معه إنتربال في ذلك الوقت. وجاء في الدعوى أن بنك ناتويست انتهك قوانين مكافحة الإرهاب الأمريكية بالسماح لإنتربال بجمع الأموال على موقعه الإلكتروني مع علمه بأن الحكومة الأمريكية صنفت إنتربال كمنظمة إرهابية. مرت القضية بعدة مراحل وكانت لا تزال قيد النظر في عام 2019.
كان لقرار الولايات المتحدة الأمريكية بتصنيف إنتربال منظمة إرهابية تأثير مالي سلبي على المؤسسة الخيرية. في 20 مارس 2007، تم إغلاق الحسابات المصرفية لشركة إنتربال لدى بنك نات ويست، والذي استشهد بضغوط من النظام القانوني الأمريكي كسبب. في عام 2008، تلقى البنك الإسلامي البريطاني (IBB) تعليمات من بنك المقاصة الخاص به، لويدز تي إس بي، بوقف جميع التعاملات مع إنتربال، ونتيجة لذلك تم إغلاق حسابات إنتربال. أعربت منظمة IBB عن دعمها الكامل لمؤسسة إنتربال. كما رفض بنك إتش إس بي سي وبنك الدعم التعليمي حسابات إنتربال. إن عدم وجود خدمات مصرفية عادية يعني أن إنتربال لا يتوفر لديه إمكانية الخصم المباشر ولا يمكن تقديم التبرعات عن طريق بطاقة الائتمان. لا يمكن لـ إنتربال التعامل مع التبرعات النقدية في الفعاليات وجمع التبرعات إلا من خلال أطراف ثالثة.

## متفرقات
- في 15 يناير 2006، ذكرت صحيفة صنداي تلغراف أن زفي هيفيتز  [لغات أخرى]‏، سفير إسرائيل في لندن آنذاك، سيعقد محادثات عاجلة مع إيفان لويس، السكرتير الاقتصادي لوزارة الخزانة  [لغات أخرى]‏ ونائب رئيس أصدقاء إسرائيل في حزب العمال  [لغات أخرى]‏، من أجل المطالبة باتخاذ إجراء ضد إنتربال بعد أن دخل جورج جالوي برنامج تلفزيون الواقع الأخ الأكبر للمشاهير في المملكة المتحدة لكسب المال لجمعيته الخيرية التي اختارها، إنتربال. ردت إنتربال على هذه الادعاءات بإصدار بيان جاء فيه: «للأسف، هناك الكثيرون ممن يريدون منع وصول الدعم الخيري القليل الذي نقدمه إلى الفلسطينيين المحتاجين. نعتقد أننا هدف للحكومتين الإسرائيلية والأمريكية لمجرد أننا جمعية خيرية يديرها مسلمون».[37]
- في عام 2009، قالت مؤسسة البحث عن إجابات أحداث الحادي عشر من سبتمبر  [لغات أخرى]‏ (NEFA) إن هناك صلة بين حماس وإنتربال تشير إليها عدد من القضايا في المحكمة التي يُزعم فيها أن الأفراد استخدموا أموالاً حصلوا عليها من إنتربال لتمويل عمليات إرهابية.[32] تتعلق القضية الأولى بمحمد علي حسن المؤيد، رئيس فرع تنظيم الأقصى في اليمن، والذي أدين في عام 2005 بتهمة التآمر لتحويل الأموال إلى حماس والقاعدة. وبحسب لائحة الاتهام الفيدرالية الأميركية، فقد قدم إيصالات من إنتربال وثلاث منظمات أخرى كدليل على دعمه للجهاد في اجتماع عقد في عام 2002.[32][38][39] وتمت محاكمة القضية الثانية في إسرائيل في عام 2003. وشملت القضية خمسة أفراد ومنظمتين اتهموا باستخدام الأموال التي تلقوها من إنتربال ومنظمات أخرى لدعم أنشطة حماس. في اتفاقية الإقرار بالذنب في عام 2005، أقر جميع المتهمين بالذنب في التهم الموجهة إليهم.[32][40] وتمت محاكمة القضية الثالثة التي وقعت عام 2005 في إسرائيل أيضاً. وجهت محكمة عسكرية اتهامات إلى أحد نشطاء حماس، أحمد سلاطنة، بتحويل 9 ملايين جنيه إسترليني من مؤسسة إنتربال، وهيئة الأعمال الخيرية الدولية، وبنك الاستثمار الفرنسي، وبنك الاستثمار الإيطالي، ومؤسسة الأقصى لدعم أسر المفجرين الانتحاريين وتمويل العمليات الإرهابية.[32][41] ويُزعم أن أحد المستفيدين من هذه المساعدات هي عائلة «شاب فجر نفسه في مطعم سبارو للبيتزا في القدس في أغسطس/آب 2001، مما أسفر عن مقتل 15 شخصاً وإصابة 107 آخرين»، وهو الهجوم الذي أعلنت كل من حماس والجهاد الإسلامي مسؤوليتهما عنه.[41]

## وصلات خارجية
- موقع إنتربال
- الولايات المتحدة تدرج خمس جمعيات خيرية تمول حماس، من بينها إنتربال
- سند: الدعوة إلى التعاون بين الأطراف
  - رسالة إلى البارونة سيمونز
- epolitix: Interpal

[usurped]
- اللجنة الدولية لحقوق الإنسان – إنتربال
- Intelligent Giving profile of Interpal

[usurped]
- من بي بي سي :
  - (بي بي سي – المسلمون يقاتلون بسبب حظر الأعمال الخيرية)
  - (بي بي سي – إنتربال تحت المجهر)
  - (بي بي سي - اعتذار من أكبر جماعة يهودية عن «الإرهاب»)
  - (بي بي سي – فيلم وثائقي بانوراما الإيمان والكراهية والصدقة)
    - رد على الفيلم الوثائقي لبانوراما
- لا توجد قضية لدى إنتربال للرد عليها، مدونة السراويل الملفوفة